# Dirty Sexy Money
«Dirty Sexy Money» — пісня французького музичного продюсера Девіда Гетти та голландського продюсера Афроджека, за участі англійського співака Charli XCX та американського хіп-хоп виконавця French Montana. Сингл вийшов 3 листопада 2017 як другий сингл з альбому Девіда Гетти 7 (2018). Нуні Бао та A. G. Cook допомагали артисту написати пісню, а продукцією займалися Гетта, Афроджек та американський музичний продюсер Skrillex.

## Чарти
| Чарт (2017–18)                               | Найвища позиція |
| -------------------------------------------- | --------------- |
| Австралія (ARIA)                             | 18              |
| Australia Dance (ARIA)                       | 2               |
| Австрія (Ö3 Austria Top 75)                  | 46              |
| Бельгія (Ultratip Flanders)                  | 4               |
| Belgium Dance (Ultratop Flanders)            | 5               |
| Бельгія (Ultratop Wallonia)                  | 41              |
| Канада (Canadian Hot 100)                    | 90              |
| Чехія (IFPI)                                 | 39              |
| Чехія (Singles Digitál Top 100)              | 93              |
| Франція (SNEP)                               | 22              |
| Німеччина (Official German Charts)           | 46              |
| Угорщина (Dance Top 40)                      | 29              |
| Ireland (IRMA)                               | 41              |
| Israel (Media Forest TV Airplay)             | 2               |
| Нідерланди (Dutch Top 40)                    | 18              |
| Netherlands (Mega Top 50)                    | 29              |
| Нідерланди (Mega Single Top 100)             | 60              |
| Нова Зеландія (RIANZ)                        | 26              |
| Португалія (AFP)                             | 88              |
| Словаччина (Singles Digitál Top 100)         | 71              |
| Іспанія (PROMUSICAE)                         | 47              |
| Швеція (Sverigetopplistan)                   | 82              |
| Швейцарія (Media Control AG)                 | 52              |
| Велика Британія (Official Charts Company)    | 35              |
| Велика Британія (UK Dance Chart)             | 6               |
| США (Hot Dance/Electronic Songs) (Billboard) | 13              |

## Сертифікації
| Регіон                                                                                          | Сертифікація | Продажі |
| ----------------------------------------------------------------------------------------------- | ------------ | ------- |
| Австралія (ARIA)                                                                                | Платиновий   | 70 000  |
| Франція (SNEP)                                                                                  | Золотий      | 75 000  |
| Нова Зеландія (RIANZ)                                                                           | Золотий      | 15 000  |
| Велика Британія (BPI)                                                                           | Срібний      | 200 000 |
| *продажі, що базуються лише на сертифікаціях ^відвантаження, що базуються лише на сертифікаціях |              |         |